# 洮河
洮河，藏语称之为碌曲（藏語：ཀླུ་ཆུ，威利转写：klu chu）是中國黃河上游的一條支流。
洮河发源于青海省河南蒙古族自治县西倾山东麓与岷山之间，是黄河上游水量仅次于渭河的一级支流，甘肃省第三大河。流经甘肃省甘南藏族自治州碌曲县、临潭、卓尼县，定西市岷县、临洮县，临夏回族自治州永靖县。最后汇入刘家峡水库。全长673公里，流域面积25527平方公里，按沟门村水文站资料统计，年平均径流量53亿立方米，年输沙量0.29亿吨，平均含沙量仅5.5公斤每立方米，水多沙少。在黄河各支流中，洮河年水量仅次于渭河，居第二位。径流模数每平方公里为20.8万立方米，仅次于白河、黑河，是黄河上游地区水量最多的支流。

## 《水经注》的记载
《水经注·卷二·河水》有記載洮河。